# Хомейн (шагрестан)
Хомейн (перс. خمين) — шагрестан в Ірані, в остані Марказі. За даними перепису 2006 року, його населення становило 108840 осіб, які проживали у складі 29888 сімей.

## Бахші
До складу шагрестану входять такі бахші:
- Камаре
- Центральний